# Billboard
Billboard (estilizado en minúsculas) es una revista semanal estadounidense y una lista especializada en información sobre la industria musical.
También es una de las revistas especializadas más antiguas del mundo y mantiene varias listas musicales, reconocidas internacionalmente, en las que se encuentran las canciones y álbumes más populares, clasificados en varias categorías. La lista más famosa, «Billboard Hot 100», clasifica las 100 primeras canciones. 
El «Billboard 200» es un listado de los 200 álbumes musicales más vendidos de los Estados Unidos y Billboard Global 200 es la Lista de Éxitos musicales publicada semanalmente y es la Revista pionera de la industria musical en el mundo.
Fundada en 1894, originalmente informaba sobre acontecimientos circenses, celebraciones de carnaval, ferias, festivales y parques de atracciones, pero la temática musical fue ampliándose hasta tal punto que, en los años cincuenta, los demás temas fueron separados y publicados en una revista independiente.

## Historia

### Historia temprana

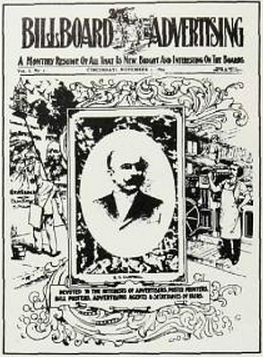
Primer número de Billboard (1894).

El primer número de Billboard fue publicado en Cincinnati, Ohio, por William Donaldson y James Hennegan el 1 de noviembre de 1894. Inicialmente, abarcaba el sector de la publicidad y carteles de publicidad, y se conocía como Billboard Advertising. En aquella época, las vallas publicitarias, los carteles y los anuncios en papel colocados en espacios públicos eran los principales medios de publicidad. Donaldson se encargaba de la redacción y la publicidad, mientras que Hennegan, propietario de la Hennegan Printing Co., gestionaba la producción de la revista. Los primeros números tenían sólo ocho páginas. El periódico tenía columnas como "Los cotilleos de la sala de los billetes" y "La infatigable e incansable industria del cartel de los billetes". En 1896 se creó un departamento de ferias agrícolas. El título se cambió a The Billboard en 1897.
Tras una breve salida por diferencias editoriales, Donaldson compró la participación de Hennegan en el negocio en 1900 por 500 dólares (lo que equivale a unos 13,100 dólares de principios de 2020 para salvarlo de la quiebra. El 5 de mayo, Donaldson lo cambió de mensual a semanal con un mayor énfasis en las noticias de última hora. Mejoró la calidad editorial y abrió nuevas oficinas en Nueva York, Chicago, San Francisco, Londres y París, y también reorientó la revista hacia el entretenimiento al aire libre, como ferias, carnavales, circos, vodevil y espectáculos de burlesque. En 1900 se introdujo una sección dedicada a los circos, seguida de una cobertura más destacada de los eventos al aire libre en 1901. Billboard también cubría temas como la regulación, la falta de profesionalidad, la economía y los nuevos espectáculos. Tenía una columna de "cotilleos del escenario" que cubría la vida privada de los artistas, una sección de "espectáculos de carpa" que cubría los espectáculos itinerantes y una subsección llamada "Freaks to order". Según The Seattle Times, Donaldson también publicaba artículos de noticias "atacando la censura, elogiando las producciones que exhibían "buen gusto" y luchando contra el periodismo amarillo".
A medida que se desarrollaba el ferrocarril, Billboard estableció un sistema de envío de correo para los artistas que viajaban. La ubicación de un artista se rastreaba en la columna "Routes Ahead" del periódico, luego Billboard recibía el correo en nombre de la estrella y publicaba un aviso en su columna "Letter-Box" de que tenía correo para ellos. Este servicio se introdujo por primera vez en 1904, y se convirtió en una de las mayores fuentes de beneficios de Billboard y de conexiones con famosos. En 1914, había 42.000 personas que utilizaban el servicio. También se utilizó como dirección oficial de los artistas itinerantes para las cartas de reclutamiento durante la Primera Guerra Mundial. En la década de 1960, cuando se suspendió, Billboard seguía procesando 1.500 cartas por semana.
En 1920, Donaldson dio un paso polémico al contratar al periodista afroamericano James Albert Jackson para que escribiera una columna semanal dedicada a los artistas afroamericanos. Según The Business of Culture: Strategic Perspectives on Entertainment and Media, la columna identificaba la discriminación contra los artistas negros y ayudaba a validar sus carreras. Jackson fue el primer crítico negro en una revista nacional con una audiencia predominantemente blanca. Según su nieto, Donaldson también estableció una política contra la identificación de los artistas por su raza. Donaldson murió en 1925.

### Enfoque en la música
La editorial de Billboard cambió de enfoque a medida que se desarrollaba la tecnología de grabación y reproducción, cubriendo "maravillas de la tecnología moderna" como el fonógrafo y las radios inalámbricas. Comenzó a cubrir las máquinas de entretenimiento que funcionaban con monedas en 1899, y creó una sección dedicada a ellas llamada "Amusement Machines" en marzo de 1932. Billboard comenzó a cubrir la industria cinematográfica en 1907, pero acabó centrándose en la música debido a la competencia de Variety. Creó una emisora de radio en la década de 1920.
La industria de las gramolas siguió creciendo durante la Gran Depresión, y se anunciaba mucho en Billboard,: 262  lo que hizo que la editorial se centrara aún más en la música. La proliferación del fonógrafo y la radio también contribuyó a su creciente énfasis musical. Billboard publicó el primer music hit parade el 4 de enero de 1936, e introdujo una "Guía de compra de discos" en enero de 1939. En 1940, introdujo la "Chart Line", que hacía un seguimiento de los discos más vendidos, y fue seguida por una tabla de discos de gramola en 1944 llamada Music Box Machine charts. En la década de 1940, Billboard era más bien una publicación especializada en la industria musical. El número de listas que publicaba creció después de la Segunda Guerra Mundial, debido a la creciente variedad de intereses y géneros musicales. En 1987 tenía ocho listas de éxitos, que cubrían diferentes géneros y formatos, y 28 listas de éxitos en 1994.
En 1943, Billboard tenía unos 100 empleados. Las oficinas de la revista se trasladaron a Brighton, Ohio, en 1946, y luego a Nueva York en 1948. En noviembre de 1950 se adoptó un formato tabloide a cinco columnas y en enero de 1963 se utilizó por primera vez papel estucado en los números impresos de Billboard, lo que permitió el fotoperiodismo. Billboard Publications Inc. adquirió una revista comercial mensual para vendedores de caramelos y máquinas de tabaco llamada Vend, y, en la década de 1950, adquirió una publicación comercial de publicidad llamada Tide. En 1969, Billboard Publications Inc. era propietaria de once publicaciones comerciales y de consumo, una editorial llamada Watson-Guptill Publications, un conjunto de cintas de casete de autoaprendizaje y cuatro franquicias de televisión. También adquirió Photo Weekly ese año.
Con el tiempo, los temas que Billboard seguía cubriendo fuera de la música se escindieron en publicaciones separadas: La revista Funspot se creó en 1957 para cubrir los parques de atracciones, y Amusement Business se creó en 1961 para cubrir el entretenimiento al aire libre. En enero de 1961, Billboard fue renombrada como Billboard Music Week para enfatizar su nuevo interés exclusivo en la música. Dos años más tarde, fue renombrada a sólo Billboard. Según The New Business Journalism, en 1984, Billboard Publications era un "próspero" conglomerado de revistas comerciales, y Billboard se había convertido en el "líder indiscutible" de las noticias de la industria musical. A principios de la década de 1990, Billboard introdujo Billboard Airplay Monitors, una publicación para disc jockeys y programadores musicales. A finales de la década de 1990, Billboard se autodenominó la "biblia" de la industria discográfica.

### Cambios de propiedad
Billboard tuvo problemas tras la muerte de su fundador, William Donaldson, en 1925, y, en tres años, se dirigía de nuevo a la quiebra. El yerno de Donaldson se hizo cargo de la empresa en 1928 y "cuidó de la publicación para que recuperara la salud". Sus hijos Bill y Roger se convirtieron en coeditores en 1946 y heredaron la publicación a finales de la década de 1970 tras la muerte de Roger Littleford. La vendieron a inversores privados en 1985 por una cantidad estimada de 40 millones de dólares. Los inversores redujeron costes y adquirieron una publicación comercial para la industria teatral de Broadway llamada Backstage.
En 1987, Billboard se vendió de nuevo a Affiliated Publications por 100 millones de dólares. Billboard Publications Inc. se convirtió en una filial de Affiliated Publications llamada BPI Communications. Como BPI Communications, adquirió The Hollywood Reporter, Adweek, Marketing Week, y Mediaweek, y también compró Broadcast Data Systems, una empresa de alta tecnología para el seguimiento del tiempo de emisión de música. Inversores privados de Boston Ventures y ejecutivos de BPI volvieron a comprar una participación de dos tercios en Billboard Publications por 100 millones de dólares, y siguieron más adquisiciones. En 1993, creó una división conocida como Billboard Music Group para las publicaciones relacionadas con la música.
En 1994, Billboard Publications fue vendida al conglomerado de medios neerlandés Verenigde Nederlandse Uitgeverijen (VNU) por 220 millones de dólares.{efn|19 publicaciones según el Chicago Tribune} VNU adquirió los Premios Clio de publicidad y el National Research Group en 1997, así como Editor & Publisher en 1999. En julio de 2000, pagó 650 millones de dólares por la editorial Miller Freeman. BPI se combinó con otras entidades de VNU en 2000 para formar Bill Communications Inc. Cuando el director general Gerald Hobbs se retiró en 2003, VNU había crecido sustancialmente, pero tenía una gran deuda por las adquisiciones. Un intento de adquisición de IMS Health por valor de 7.000 millones de dólares en 2005 provocó las protestas de los accionistas, que detuvieron el acuerdo; finalmente, aceptó una oferta de adquisición de 11.000 millones de dólares de los inversores en 2006.
Posteriormente, VNU cambió su nombre por el de Nielsen en 2007, el nombre de una empresa que adquirió por 2.500 millones de dólares en 1999. El nuevo director general Robert Krakoff se deshizo de algunas de las publicaciones que poseía anteriormente, reestructuró la organización y planificó algunas adquisiciones antes de morir repentinamente en 2007; posteriormente fue sustituido por Greg Farrar.
Nielsen fue propietaria de Billboard hasta 2009, cuando fue una de las ocho publicaciones vendidas a e5 Global Media Holdings. e5 fue formada por las firmas de inversión Pluribus Capital Management y Guggenheim Partners con el propósito de la adquisición. Al año siguiente, la nueva empresa matriz pasó a llamarse Prometheus Global Media. Tres años después, Guggenheim Partners adquirió la participación de Pluribus en Prometheus y se convirtió en el único propietario de Billboard.
En diciembre de 2015, Guggenheim Digital Media escindió varias marcas de medios de comunicación, entre ellas Billboard, a su propio ejecutivo Todd Boehly. Los activos operan bajo el Hollywood Reporter-Billboard Media Group, una unidad del holding Eldridge Industries.

### 1990s-presente
Timothy White fue nombrado editor jefe en 1991, cargo que ocupó hasta su inesperada muerte en 2002. White escribía una columna semanal en la que promovía la música con "mérito artístico", al tiempo que criticaba la música con temas violentos o misóginos, y también reelaboró las listas musicales de la publicación. En lugar de basarse en los datos de los minoristas de música, las nuevas listas utilizaron datos de los escáneres de las cajas de las tiendas obtenidos de Nielsen SoundScan. White también escribió perfiles en profundidad sobre los músicos, pero fue sustituido por Keith Girard, que posteriormente fue despedido en mayo de 2004. Él y una empleada presentaron una demanda de 29 millones de dólares alegando que Billboard los despidió injustamente con la intención de dañar su reputación. En la demanda se afirmaba que habían sufrido acoso sexual, un ambiente de trabajo hostil y una falta de integridad editorial por motivos económicos. Las pruebas de los correos electrónicos sugerían que los recursos humanos recibían instrucciones especiales para vigilar a los empleados de las minorías. El caso se resolvió extrajudicialmente en 2006 por una suma no revelada.
En la década de 2000, el declive económico de la industria musical redujo drásticamente el número de lectores y la publicidad de la audiencia tradicional de Billboard. La circulación disminuyó de 40.000 ejemplares en los años 90 a menos de 17.000 en 2014. El personal y la propiedad de la publicación también sufrieron cambios frecuentes.
En 2004, Tamara Conniff se convirtió en la primera mujer y la más joven editora ejecutiva de Billboard, y dirigió su primer gran rediseño desde la década de 1960, a cargo de Daniel Stark y Stark Design. Durante su mandato, las ventas en los quioscos de Billboard aumentaron un 10%, las páginas de anuncios subieron un 22% y las inscripciones a las conferencias aumentaron un 76%. En 2005, Billboard amplió su editorial fuera de la industria musical a otras áreas del entretenimiento digital y móvil. En 2006, tras dirigir la publicación radiofónica de Billboard, el antiguo periodista de ABC News y CNN, Scott McKenzie, fue nombrado director editorial de todas las propiedades de Billboard. Conniff lanzó el evento Billboard Women in Music en 2007.
Bill Werde fue nombrado director editorial en 2008, y le sucedió Janice Min en enero de 2014, también responsable del contenido editorial de The Hollywood Reporter. Desde entonces, la revista ha realizado cambios para convertirla en una fuente de noticias musicales de interés general, en lugar de ser únicamente un comercio de la industria, ramificándose para cubrir más celebridades, moda y chismes. Min contrató a Tony Gervino como editor de la publicación, algo inusual, ya que no tenía experiencia en la industria musical. Tony Gervino fue nombrado editor jefe en abril de 2014. Un artículo de NPR cubrió una versión filtrada de la encuesta anual de Billboard, que, según dijo, tenía más chismes y se centraba en temas menos profesionales que las encuestas anteriores. Por ejemplo, encuestó a los lectores sobre una demanda que la cantante Kesha presentó contra su productor alegando abusos sexuales.
Gervino fue despedido en mayo de 2016. Una nota de Min a la redacción indicaba que el vicepresidente sénior de contenido digital, Mike Bruno, sería el jefe de la redacción en adelante.
El 15 de junio de 2016 se anunció BillboardPH, la primera empresa de listas de éxitos Billboard en el sudeste asiático, principalmente en Filipinas. El 12 de septiembre de 2016, Billboard se expandió a China con el lanzamiento de Billboard China en una asociación con Vision Music Ltd.
El 23 de septiembre de 2020, se anunció que Penske Media Corporation asumiría las operaciones de las publicaciones de MRC Media & Info bajo una empresa conjunta con MRC conocida como PMRC. La empresa conjunta incluye la gestión de Billboard.

## Listas deBillboard
El 4 de enero de 1936, Billboard publicó el primer ranking musical y el 20 de julio de 1940 publicó su primer listado de popularidad musical («Music Popularity Chart» en inglés). Desde 1958 ha sido publicada la lista «Hot 100», combinando ventas de sencillos y su rotación en las radioemisoras.
Billboard publica más de 100 listas cada semana, siendo las más populares el Hot 100 (para canciones), Billboard 200 (para álbumes) y Social 50 (para artistas).

## Galería de imágenes

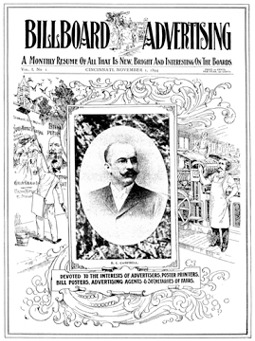
Primera edición
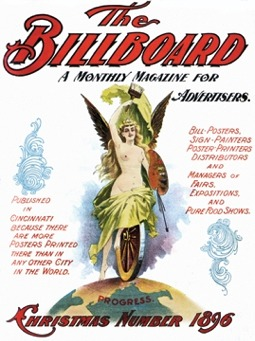
Edición de Navidad, 1896
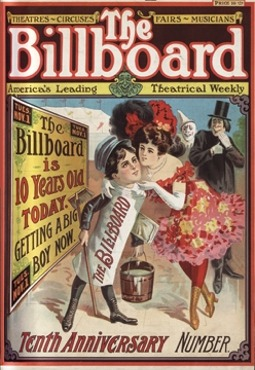
Edición del 10º Aniversario